# Packard 400

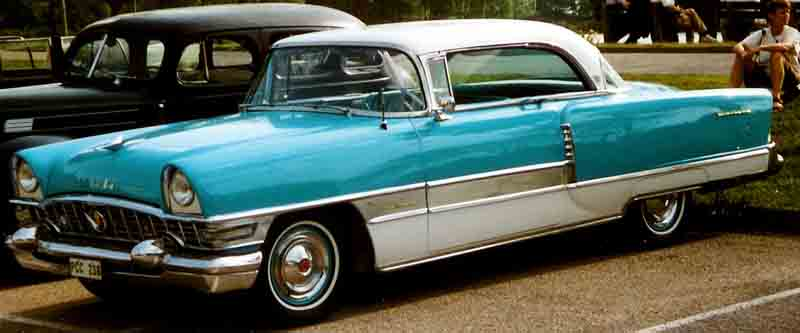
Packard 400 (1955)

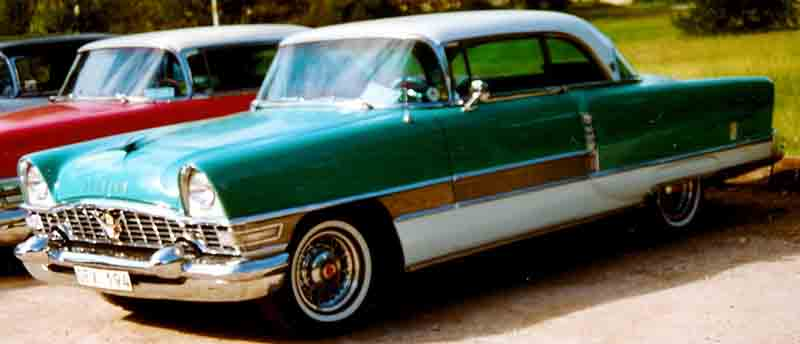
Packard 400 Mod. 5580 (1955)

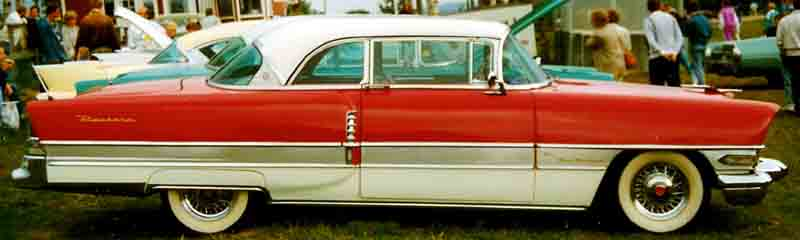
Packard 400 (1956)

Der Packard 400 (sprich: Packard Four-Hundred) war ein Pkw-Modell, das die Studebaker-Packard-Corporation in Detroit in den Modelljahren 1955 und 1956 fertigte. Während seiner zwei Produktionsjahre gehörte der Packard Four-Hundred mit dem Patrician zu den Spitzenmodellen der Marke, an Luxus nur noch vom in Kleinserie gebauten Caribbean übertroffen.
Zwischen 1951 und dem Ende der in Detroit gebauten Packards 1956 änderten sich die Marketingstrategie und die Modellbezeichnungen bei Packard dauernd, da der Autohersteller sich wieder als Hersteller von Luxuswagen darstellen wollte und sich daher von den Volumenmodellen, die als Packard Clipper bezeichnet wurden, unterscheiden wollte. Daher brachte Packard in dieser Zeit viele Modelle auf den Markt, die nach einem einzigen Produktionsjahr wieder verschwanden.
In den Jahren 1951 und 1952 probierte die Firma eine numerische Nomenklatur aus, die die kleinen Modelle als Packard 200 und Packard 250 und die großen als Packard 300 und – mit der besten Ausstattung – als Packard Patrician 400 bezeichnete. Der Patrician 400 ersetzte die Modellreihe Custom 8 des Vorjahres.
Die Bezeichnung 400 ließ man Anfang 1953 aus der Modellreihe Patrician entfallen, aber der Name Patrician bezeichnete von 1953 bis 1956 weiterhin die beste Ausstattung von Packard.

## Modellreihen

### 1955
1955 wurde der Name Four-Hundred – ohne weiteren Zusatz -für das 2-türige Hardtop-Modell der komplett überarbeiteten Packard-Modellreihe eingeführt. Der Four Hundred war das erste Hardtop, das auf dem längeren Chassis mit 127 Zoll Radstand aufgebaut war. Es war technisch und optisch das Schwestermodell zum Patrician, welcher nur als viertüriger Touring Sedan erhältlich blieb. Neu gab es Panorama-Frontscheiben für alle Modelle – ein interessanter Kontrast zum Kofferraumdeckel der Vorjahresmodelle (seit 1951) mit einer nach hinten gerundeten Form. Die großen Typen erhielten kantige Schlusslichter. Zusammen bildeten sie die Modellreihe 5580, der Four Hundred erhielt die Modell-Nummer 5587. Beide erhielten eine eigene Farbgebung, die sie mit keinem anderen Modell teilten. Hauptmerkmal war eine breite Chromzier, die ganz vorne am Kotflügel begann und in der Fahrzeugmitte abrupt in einem seitlichen Positionslicht endete. Von da an führte nur noch ein dünner chromstreifen zum Heck. Zweifarbige Ausführungen trugen die eine Farbe unten über die gesamte Länge der Flanke bis zur Gürtellinie und auf dem Dach, die andere auf dem Rest der Karosserie. Die Baureihe 5580 war nur mit der revolutionären Drehstabfederung „Torsion Level Ride“ erhältlich, welche über ein System von 6 Drehstäben (je einen zu jedem Rad plus zwei Hilfsstäbe zur Hinterachse, die mit einem Elektromotor und einer Relaissteuerung gekoppelt waren). Das von der Batterie abhängige System erbrachte eine für so ein großes Auto erstaunlich gute Straßenlage, mehr Komfort und wirkte wie eine Niveauregulierung, welche das Auto, unabhängig von der Zuladung, stets eben hielt. Einzig erhältlicher Motor war ein neu entwickelter ohv-V8 mit 352 cubic inches Hubraum (5801 cm³), der 260 SAE-PS leistete. Standardgetriebe war die neue Twin Ultramatic mit zwei Fahrbereichen, ein Vorläufer der Automatikgetriebe mit Komfort- und Sportbereich. Der gewünschte Gang wurde über einen Hebel am Lenkrad eingelegt. Bendix-Servobremsen, eine Saginaw-Servolenkung und viele weitere Optionen bis zu getönten Scheiben, elektrischen Fensterhebern und Sitzverstellung, Radios (auch mit automatischem Sendersuchlauf), eine Klimaanlage oder eine Zweifarbenlackierung vervollständigten die luxuriöse Ausstattung, allerdings teilweise gegen Aufpreis. Erhältlich waren 18 Außenfarben und 19 Innenausstattung, meist eine Kombination von Kunstleder und Bouclé-Stoffen. Selbstverständlich trug auch der Four-Hundred das neue Packard-Logo, ein „V“ in einem Kreis, nur 1955 zusätzlich mit dem traditionellen Wappen der Firma.
Zwischen dem Beginn des Modelljahres 1955 am 17. Januar (mit Verspätung wegen des kurzfristigen Bezugs eines neuen Werks zur Karosseriefertigung an der Conner Avenue in Detroit) und dessen Ende am 2. November 1955 wurden 7.206 Four-Hundred hergestellt. Der Stückpreis betrug (ohne Optionen) stattliche 3.930 $.

### 1956
Wie alle Packard-Modelle wurde auch der Four-Hundred 1956 einer kleineren Modellpflege unterzogen. Äußerlich wurde eine noch größere optische Abgrenzung von den Volumenmodellen von Clipper (inzwischen und nur für 1956 eine selbständige Marke Clipper) abzusetzen. Die großen Packard bekamen nun einen neuen Kühlergrill. Anfangs saß, ähnlich wie im Vorjahr, ein „Gitter“ (eigentlich ein Lochblech) aus farblos eloxiertem Aluminiumblech hinter einer Kombination aus stehenden und liegenden Chromstäben. Solche „Gitter“ deckten nun auch die Lufteinlässe unterhalb der Stoßstange ab. Früh im Modelljahr wurden diese Lochbleche goldfarben eloxiert, was einen deutlich imposanteren Auftritt nach sich zog. Ebenso wurden sie mit anderen Scheinwerferringen, die weiter nach vorne über die Scheinwerfer hinaus ragten, ausgestattet. Seitlich wurde die Chromzier des Vorjahres verlängert bis zum Wagenende. Die Positionslampe blieb ebenso wie die Farbtrennung der zweifarbigen Modelle. Neu an dieser Modellreihe 5680 war auch ein überarbeiteter Kofferraumdeckel. Technisch gab es eine in Details verbesserte Aufhängung, eine auf 374 cubic inch (6132 cm³) aufgebohrte Version des neuen V8 mit 290 SAE-PS, als Option erstmals im Serienwagenbau überhaupt ein Sperrdifferential (von Dana-Spicer) – und als Gimmick für 55 $ Aufpreis eine „Touch Button“ genannte Betätigung des ebenfalls überarbeiteten Automatikgetriebes mittels Tasten auf einer Konsole rechts von der Lenksäule. Eine neue Option waren doppelte elektrische Antennen auf dem hintersten Teil der Heckflossen wie sie der Caribbean serienmäßig besaß.
Im letzten Modelljahr von Packard als eigenständiger Marke wurden 3.224 Four-Hundred zu einem Stückpreis von 4.190 $ produziert. Bei Farben und Innenausstattung gab es nur kleine Veränderungen.
Obwohl Packard bis zuletzt schwarze Zahlen schrieb verschlechterte sich die finanzielle Situation der Studebaker-Packard Corporation gesamthaft so sehr, dass nur eine Übernahme durch den Rüstungskonzern Curtiss-Wright die Firma retten konnte. Diese war an den Rüstungsabteilungen der beiden Tochtermarken Studebaker und Packard interessiert und schloss kurzerhand die relativ kleinen Packard-Produktionsstätten in Detroit. Damit verschwanden auch die luxuriösen Modelle wie der Four-Hundred vom Markt. Ende 1958 verschwand Packard als Markenname in den USA.